# Акжужт
Акжу́жт (араб. أكجوجت‎, фр. Akjoujt) — город в западной части Мавритании, административный центр области Иншири.

## Описание
Расположен в 195 км к юго-западу от города Атар и в 256 км к северо-востоку от Нуакшота, на высоте 123 м над уровнем моря. Был создан как шахтёрский городок для добычи меди. В 1970 году разработка месторождения была прекращена, и в Акжужте больше не осталось производства.

## Население
Население города по данным на 2013 год составляет 10 138 человек.
Динамика численности населения по годам:
| 1997   | 1998   | 2013   |
| ------ | ------ | ------ |
| 12 634 | 12 916 | 10 138 |

## Известные уроженцы
В городе родился 6-й Президент Мавритании, Мохаммед ульд Абдель Азиз.